# Argus (mitologie)

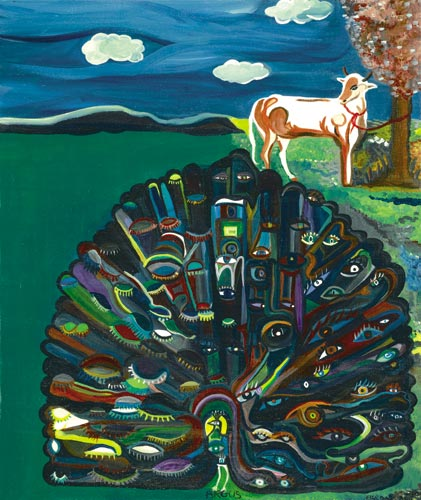
Argus și Io

Argus sau Argus Panoptes era un titan din mitologia greacă, dotat cu trup atletic și înzestrat cu însușirea de a vedea cu tot corpul, care îi era presărat cu 1000 de ochi, motiv pentru care era cunoscut și sub numele de Argus Panoptes (în greacă Ἄργος Πανόπτης). Pentru agerimea sa vizuală și pentru vigilența sa, a fost pus de zeii olimpieni să le vegheze existența. Când Hera a prefăcut-o în vacă pe rivala sa Io (preoteasă la templul zeiței Hera), Argus a fost pus paznicul acesteia. El a fost omorât de Hermes (zeul pastoral) din ordinul lui Zeus, iar Hera i-a strămutat cei 1000 de ochi pe coada păunului (pasărea sacră a Herei).